# Distretto di Tsuzuki
Il distretto di Tsuzuki (綴喜郡, Tsuzuki-gun?) è uno dei distretti della prefettura di Kyōto, in Giappone.
Attualmente fanno parte del distretto i comuni di Ide e Ujitawara.
| Controllo di autorità | VIAF (EN) 256205189 · NDL (EN, JA) 00398193 |